# Spronella
Spronella è un termine utilizzato in araldica per indicare la stelletta dello sprone; normalmente ha sei punte ed è forata.
Oggi molti preferiscono il termine rotella di sperone per indicare la particolare stella a sei punte con un foro centrale che lascia vedere il colore del campo. Si trova con particolare frequenza nell'araldica francese, ma è presente in quasi tutti i Paesi. Nell'araldica inglese è segno di brisura del terzo figlio. Simboleggia nobiltà e antica cavalleria. Compare anche nella versione a otto punte.

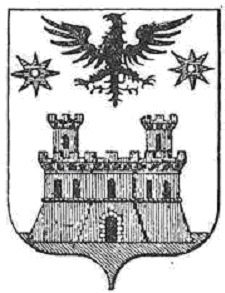
Due spronelle a otto punte
Rotella di sperone d'oro
D'azzurro, a tre rotelle di sperone d'oro (stemma della famiglia d'Ernothon, signori di Pont-l'Abbé)
D'argento, a tre rotelle di sperone a otto punte di rosso (Adainville, Francia)
Di rosso, alla banda dentata d'oro accompagnata da due rotelle di sperone dello stesso (Bouguenais, Francia)
D'azzurro al corno da caccia rivoltato d'argento, legato e imboccato di rosso, accompagnato da tre rotelle di sperone d'oro (Villefort, Francia)
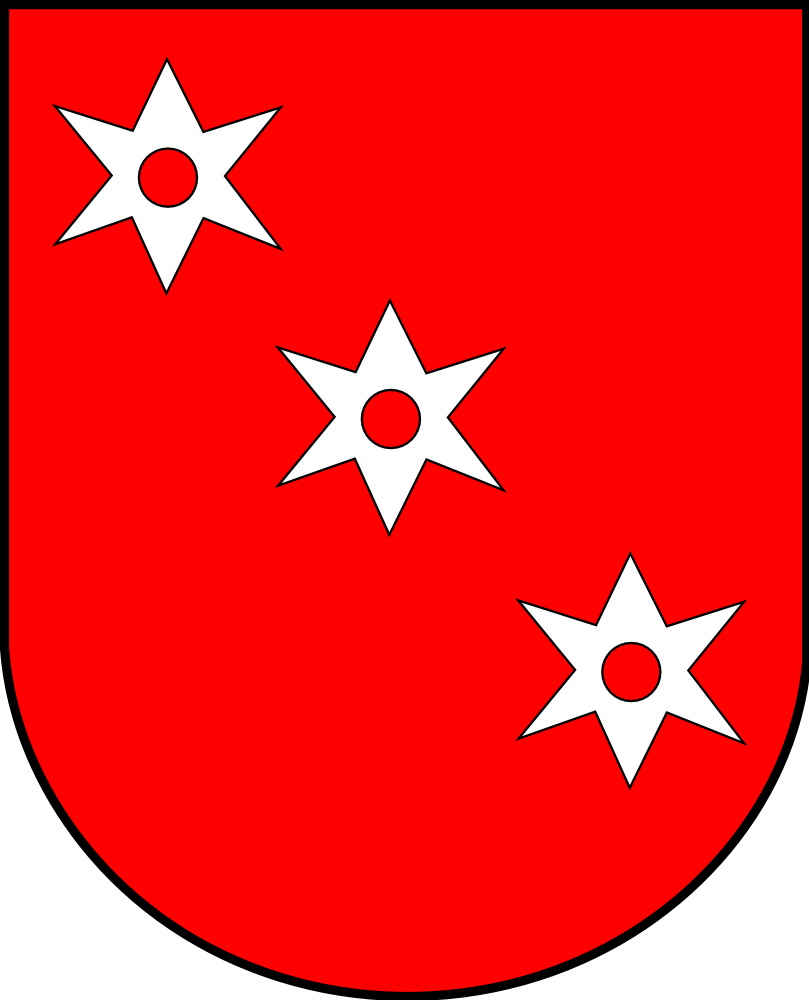
Di rosso, a tre spronelle d'argento, ordinate in banda (Bollion, Svizzera)